# Neopalpa
Neopalpa és un gènere de lepidòpters ditrisis de la família dels gelèquids (Gelechiidae). Està més estretament relacionat amb els gèneres Ochrodia i Ephysteris. Les espècies del gènere es troben a Califòrnia, Arizona i el nord de Mèxic

## Taxonomia
El gènere conté dues espècies:
- Neopalpa donaldtrumpi - Sud de Califòrnia i Baixa Califòrnia
- Neopalpa neonata - Califòrnia, Arizona i el nord de Mèxic